# Johan Johansen
Johan Christian Johansen (datas desconhecidas) foi um ciclista dinamarquês. Nas Olimpíadas de Antuérpia 1920 ele terminou em quarto na prova de estrada por equipes e em décimo primeiro no contrarrelógio individual.